# Vincenzo Nibali
Vincenzo Nibali (Messina, Olaszország, 1984. november 14. –) olasz országúti kerékpáros, a Bahrain-Merida egykori versenyzője, a 2010-es Vuelta a España, a 2013-as Giro d’Italia és a 2014-es Tour de France győztese.
2022-ben visszavonult a versenyzéstől.

## Pályafutása

### 2006–2009

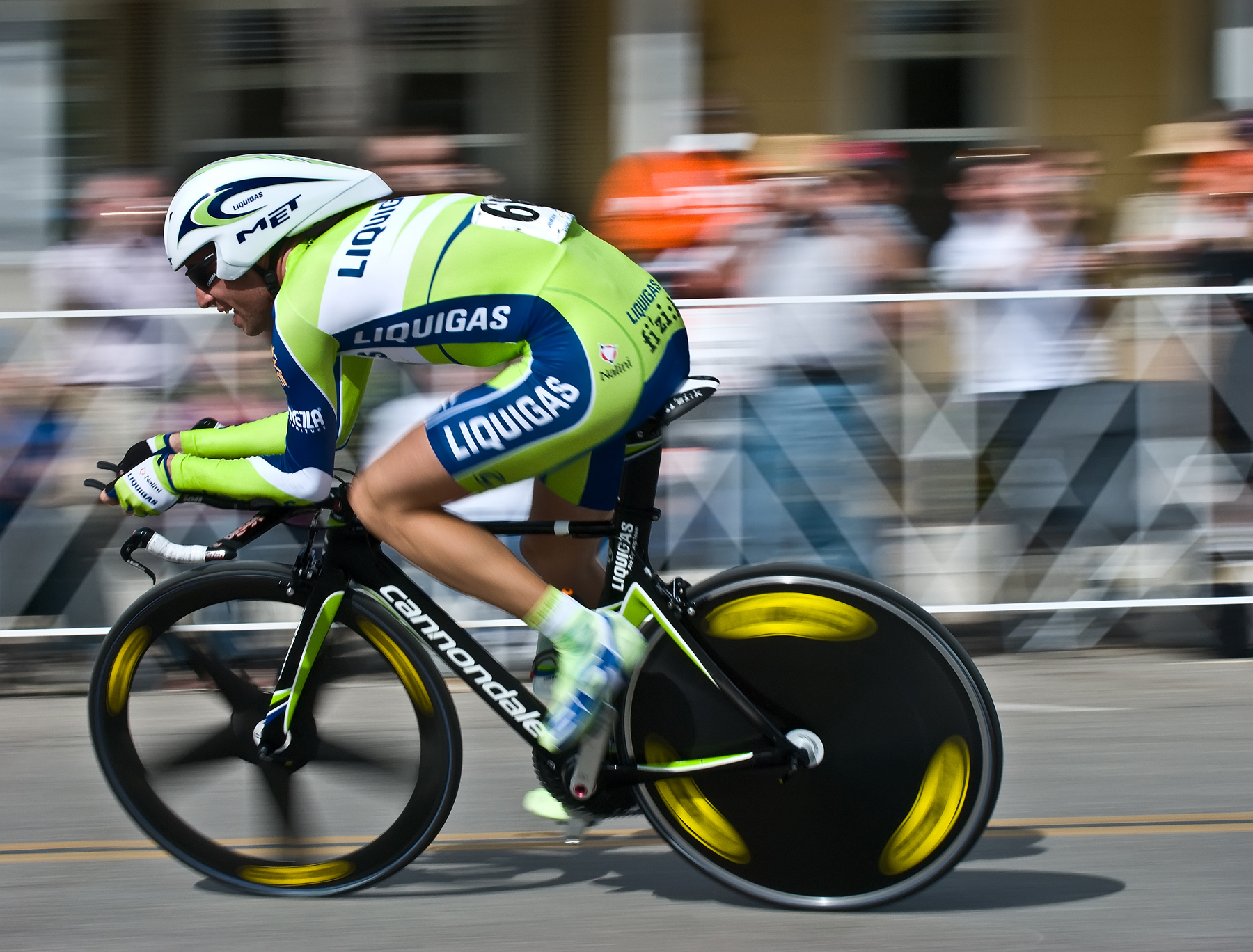
Verseny közben (2009)

Első profi szerződését 2006-ban kapta az olasz Liquigas csapatától. Egy évvel később ő lett a legjobb fiatal versenyző a Giro del Trentinón. Ugyanebben az évben indult el először hazája körversenyén, a Giro d'Italián, és a 19. helyen végzett. A Szlovén körversenyen 2 szakaszt nyert és a ponttrikót. 2008-ban megnyerte a Giro del Trentinót, 11. lett a Girón és első Francia körversenyén 20. lett. 2009-ben 7. lett a Tour de France összetett versenyében és a második legjobb 25 éven aluli versenyző Andy Schleck mögött.

### 2010
Ez az év hozta meg az áttörést, itt került be a legjobb versenyzők közé. Januárban megnyerte a Tour de San Luist. Májusban harmadik lett a Giro d'Italián Basso és Arroyo mögött, valamint nyert két szakaszt is. A Tourt kihagyta, helyette megnyerte a Szlovén körversenyt és a Trofeo Melindát, valamint harmadik lett a Burgosi körversenyen.
Az év harmadik körversenyén, a Vueltán szenzációsan versenyzett. Végig nagy harcban volt a vörös trikóért a spanyol versenyzőkkel, Igor Antónnal, Joaquim Rodriguezzel és Ezequiel Mosquerával. Először a 14. szakasz után vette át a vörös trikót, amit a 16. szakaszon elveszített Joaquim Rodriguezzel szemben. Nibali a következő szakaszon a penafieli hosszú időfutamon 4 percet adott vetélytársának, így visszavette a vezetést összetettben. Ezután már csak egy igazán komoly támadást kellett kivédenie, a Bola del Mundón Mosquera támadta Nibalit, de az olasz kivédte, így megőrizte összetettben a vezető helyét. Nibali pályafutása első Vuelta-győzelmét aratta.

### 2011
Márciusban a Tirreno–Adriaticón 5., a Milánó–Sanremón 8. lett. Áprilisban a Liège–Bastogne–Liège-en 8. helyen végzett.
A Giro d’Italián a második helyért volt nagy harcban Scarponival, a végső győztes Contadorral szemben nem volt esélye. A 14. szakaszig még Scarponi előtt állt, utána a másik olasz versenyző átvette a második helyet, amit később már nem adott oda senkinek, így Nibali az összetett verseny harmadik helyét szerezte meg.
Nibali Vueltája nem úgy sikerült, ahogyan azt ő maga szerette volna. Nem volt olyan formában, mint egy évvel korábban, amikor megnyerte a versenyt. Összetettben a 7. helyet szerezte meg.

### 2013
Indult a Giro d’Italián az Astana színeiben és nagy fölénnyel megnyerte azt. A 100. Tour de France-t kihagyta.

### 2014
Megnyerte a 2014-es Tour de France versenyt.

## Sikerei
| 2006 - GP Ouest France–Plouay - 1. hely - Eneco Tour - 3. hely az összetett versenyben - Settimana Internazionale di Coppi e Bartali - 1. hely az 1. szakaszon 2007 - Giro del Trentino - 25 év alattiak verseny győztese - Giro di Toscana - 1. hely - GP Industria & Artigianato di Larciano - 1. hely - Giro d’Italia - 19. az összetett versenyben - Szlovén körverseny - Pontverseny győztese - 1. hely a 3. és a 4. szakaszon 2008 - Settimana Internazionale di Coppi e Bartali - 3. hely az összetett versenyben - Giro del Trentino - Összetett verseny győztese - 1. hely a 3. szakaszon - Liège–Bastogne–Liège - 10. hely - Giro d’Italia - 11. hely az összetett versenyben - Tour de France - 20. hely az összetett versenyben 2009 - Baszk körverseny - 9. hely az összetett versenyben - Tour de France - 7. hely az összetett versenyben - 3. hely a 15. szakaszon - Giro dell'Appennino - 1. hely - GP Città di Camaiore - 1. hely | 2010 - Tour de San Luis - Összetett verseny győztese - 1. hely a 4. szakaszon - Giro d’Italia - 3. hely az összetett versenyben - 1. hely a 4. szakaszon (csapatidőfutam) - 1. hely a 14. szakaszon - 3. hely a 19. szakaszon - Szlovén körverseny - Összetett verseny győztese - 1. hely a 3. szakaszon - Vuelta a Burgos - 3. hely az összetett versenyben - Trofeo Melinda - 1. hely - Vuelta a Espana - Összetett verseny győztese - Kombinált verseny győztese - 2. hely a 4. szakaszon - 2. hely a 14. szakaszon - 2. hely a 20. szakaszon 2011 - Tirreno–Adriatico - 5. hely az összetett versenyben - Milánó–Sanremo - 8. hely - Liège–Bastogne–Liège - 8. hely - Giro d’Italia - 3. hely az összetett versenyben - 2. hely a 16. szakaszon - 3. hely a 14. szakaszon - 3. hely a 19. szakaszon - Vuelta Espana - 7. hely az összetett versenyben 2014 - Tour de France - Győztes - 1., 2, 10, 13 és 18 szakasz 2015 - Tour de France - 4. hely az összetettben - 1., 19 szakasz |